# Бледрик ап Костянтин
Бледрик ап Костянтин (корн. Bledric ap Constantine, відомий також як Blederic, Bredrice, Peledric, Bletius, Bledrys, Bledrig, Bletricius або Bledericus, 554—613) — король Думнонії (598—613).

## Біографія
Бледрик був одним з трьох синів короля Думнонії Костянтина Шотландського (мученика), який відмовився від влади і пішов у ченці в 560 році. Його брати Геррен рац Денау та Домуель (Domuel або Dywel). У нього також була сестра, що вийшла заміж за Пеібіо Клафрога, короля Ергінга в Південному Уельсі. Бледрик, можливо, мав двох синів: Клемена, як зазначено в Книзі Баглан, який, як вважають, став його наступником, і Блетіна. 
Коли брат Бледрика Геррен ап Костянтин в 598 році був у поході, Бледрик залишався в Думнонії. В цьому поході Геррен загинув і Бледрик сам став королем Думнонії. В різних джерелах Бледрик називається по-різному - в одних він герцог, в інших - король, але в деяких з них він описується як герцог Корнуола.
Після смерті Трістана ап Трістана Бледрику ап Костянтину вдалося приєднати його королівство Корнубія.
У 613 році Бледрик брав участь в битві при Честері, де коаліція бритів зазнала нищівної поразки від англосаксонських правителів Нортумбрії і Мерсії. Через кілька тижнів він у союзі з Кіндруіном Пенгвернським, який теж брав участь у тій битві, воював як командувач союзних Британських армій з англосаксами Нортумбрії і Кента в битві при Бангор-іс-Койді (Bangor-is-Coed), де Бледрик ап Костянтин загинув. Новим королем Думнонії став його син Клемен ап Бледрик.